# Russisches Kürassierregiment von 1702/2

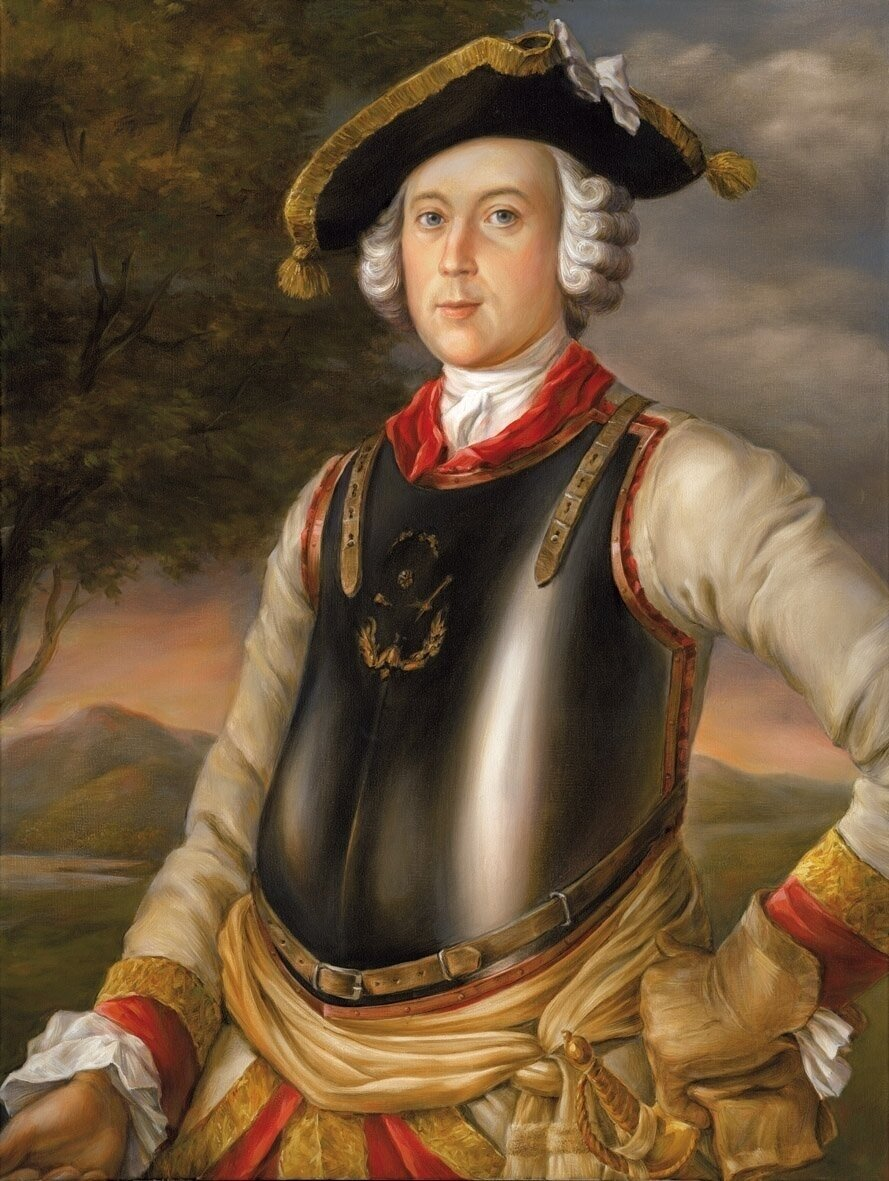
Zeitgenössisches Porträt des Freiherrn von Münchhausen in der Uniform des Kürassierregiments im russischen Riga. Um 1740.

Das Russische Kürassierregiment von 1702/2 wurde 1702 als Wolkonsky-Dragoner im Zarentum Russland gegründet und 30 Jahre später als Kürassier-Regiment des „Lügenbarons“ Karl Friedrich Hieronymus von Münchhausen bekannt.

## Geschichte
Das Regiment führte wechselnde Namen, je nach Regimentsinhaber. Zunächst nach seinem Gründer Wolkonsky-Dragoner genannt hieß es 1708 Jaroslaw-Dragoner, 1732 Braunschweig-Kürassiere, 1741 Holstein-Kürassiere, 1742 Großfürst Peter-Kürassiere, 1762 Thronfolger ("Nasljednika")-Kürassiere und ab 1796 Kaiser-Leib-Kürassiere Nr. 1. Das Regiment setzte seine Tradition noch über die napoleonischen Kriege fort. 
Unter seinem Inhaber Anton Ulrich von Braunschweig-Wolfenbüttel stand das Regiment in Riga. 

Das Regiment nahm unter anderem an den Türkenkriegen, am Siebenjährigen Krieg (u. a. Schlacht bei Kunersdorf) und am Vaterländischen Krieg  (Schlacht bei Borodino) sowie an den Befreiungskriegen (Schlacht bei Kulm) teil.

## Prominente Angehörige des Regiments
Im Gefolge des Regimentschefs Prinzen Anton Ulrich von Braunschweig-Wolfenbüttel kam auch der kur-braunschweig-lüneburgische Adelige Karl Friedrich Hieronymus Freiherr von Münchhausen in das russische Lettland. Das von deutschen Offizieren geprägte Regiment wurde 1742 vom preußenfreundlichen Thronfolger Großfürst Peter übernommen.